# Odilia Suárez
Odilia Edith Suárez (Villa María, 1923 - 2006) fue una arquitecta y urbanista argentina. Fue vicepresidente de la Sociedad Central de Arquitectos y miembro de la Subcomisión de Urbanismo y el Colegio de Jurados y Asesores en Urbanismo de dicha entidad. Fue Asesora del Concurso de Ideas para Puerto Madero, entre otros. Fue Secretaria de Investigación y Posgrado en la Facultad de Arquitectura, Diseño y Urbanismo (Universidad de Buenos Aires) y profesora Emérita de la misma facultad. Fue consultora de las Naciones Unidas en Planeamiento y Diseño urbano en la Argentina y en otros países de América Latina. Integró diferentes grupos de profesionales que estuvieron involucrados en los planes urbanos para la ciudad de Buenos Aires entre 1948 y 1985.

## Primeros años
Odilia Suárez nació en Villa María, Argentina, en 1923. En 1944 ingresó en la Escuela de Arquitectura de la Facultad de Ciencias Exactas, Físicas y Naturales de la Universidad de Buenos Aires, donde se graduó en 1950 con Medalla de Oro. Durante los estudios conoció a Eduardo Sarrailh, arquitecto con quien compartió vida y trabajo.
Falleció en 2006 encontrándose activa en varias investigaciones y proyectos como «La ciudad y el río», «La ribera del Río de la Plata» y «La autopista ribereña norte-sur». El último período de su vida estuvo acompañado de un ejercicio activo en tema feministas y charlas sobre mujer y ciudad, que le llevó a un compromiso con la enseñanza a mujeres jefas de familia de principios de medicina, psicología, economía y ecología.

## Trayectoria  profesional

### Urbanismo
Todavía era estudiante, en 1948, cuando comenzó a trabajar en urbanismo integrando el equipo del Estudio del Plan de Buenos Aires (EPBA) que dirigían los arquitectos Jorge Ferrari Hardoy y Antonio Bonet. Allí surge su convicción de elaborar planes urbanos que no solo tengan en cuenta el tejido urbano sino que es fundamental considerar el área de influencia o conurbación para una planificación más conveniente y acertada. Su trabajo es reconocido por la integración entre el urbanismo, la planificación, el ambiente y la producción social. Estos conceptos se plasmaron en su libro Autonomía de la Ciudad de Buenos Aires; Reflexiones desde un punto de vista territorial, en cuyo prólogo define que “la planificación territorial o urbanismo no es más que el intento de ayudar a cada sociedad a encontrar las formas espaciales que mejor le sirvan e identifiquen”.
Su formación fue muy variada y completa, a principios de los 50 obtuvo una beca para estudiar con Frank Lloyd Wright en Taliesin West (Estados Unidos) durante 6 meses. Al regresar de Taliesin a Buenos Aires, el Estudio Suárez-Sarrailh Asociados que había fundado con el arquitecto Eduardo Sarrailh pasaba por un momento de auge y decidieron consolidar su unión intelectual y afectiva. A partir de ese momento ganaron varios concursos, entre ellos la Colonia de Vacaciones de la Federación Gremial de la Industria de la Carne de 250 ha. en Calamuchita con una fuerte ascendencia wrightiana, que no fue realizada. En 1958 ganan el concurso para el plan Regulador del Mar del Plata, y en 1963 ganan el concurso para la realización del centro cívico del Partido de Tres de Febrero con una propuesta estructurada en cuatro subzonas (urbana, comunal, cívica y cultural), circulaciones diferenciadas y resonancias formales a Ronchamp.
En 1964 ganó la beca OEA para estudiar planeamiento regional en Gran Bretaña y países escandinavos, donde tuvo la oportunidad de relacionarse con los planes de descentralización a través de las New Towns que Londres estaba promoviendo desde la finalización de la Segunda Guerra Mundial. Continuó su formación viajando a Estados Unidos y Canadá. Estas experiencias en el exterior hicieron que Odilia Suárez se incorporara plenamente en la planificación del movimiento moderno de la tercera generación.
A su regreso a Buenos Aires se integró en 1953 en la Dirección de Urbanismo, creada por Ferrari Hardoy, que proseguía la trayectoria del EPBA referidos al Área metropolitana. En este trabajo Odilia Suárez realizará la propuesta para la Urbanización del Bajo Belgrano, en Buenos Aires, un proyecto de barrio para 50.000 habitantes. Participó en diferentes fases del Plan Regulador de la Ciudad de Buenos Aires: en 1956 integró la Dirección del Plan Regulador en reemplazo de la anterior Dirección de Urbanismo. En 1958 se creó la Organización del Plan Regulador de la Ciudad de Buenos Aires (OPRBA), ente que dependía de la Municipalidad y que abarcaba el estudio del Plan Regulador y la Comisión Consultiva del Plan Regulador. Odilia Suárez formó parte del Consejo Directivo de OPBRA integrado además por Eduardo Sarrailh, Itala Fulvia Villa, Francisco García Vázquez, Jorge Goldemberg y Clorindo Testa.
La búsqueda de un desarrollo equilibrado del área central de la ciudad, la zona sur y sus bañados fueron centrales en sus intereses y preocupaciones, de la que deriva la propuesta para el barrio “Casa Amarilla”, un conjunto de 15.000 viviendas y equipamientos sociales. Este barrio seguía las ideas del urbanismo post-CIAM que había visto desarrollar en Gran Bretaña como la separación de circulaciones peatonales y vehiculares, generar “variedad y orden planificado” dentro de “una organización plástica-funcional coherente”. Este proyecto no salió adelante, aunque si se construyeron Catalinas Sur y Lugano I y II que corresponden al mismo período.
Un espacio importante de su trayectoria profesional fue la participación como jurado de múltiples concursos desde 1960 hasta 1990.

### Académica
En 1957 comenzó su ejercicio de docencia como profesora titular de una cátedra de diseño de la FADU, UBA. Fue la primera mujer en ocupar este cargo en Argentina. El taller dictado por Odilia Suárez fue de gran prestigio entre estudiantes y académicos. Ella consideraba que un arquitecto debía formarse así mismo y comprometerse con los problemas ambientales, que debía diferenciar bien entre los valores económicos y de la vida, que debía dominar la técnica para ponerla al servicio de su imaginación y aspirar a una sociedad más equitativa. Y para lograr este fin estaba convencida del papel de las Universidades como centros de pensamiento e imaginación.
En el año 1966 tiene que dejar por motivos políticos su participación en OPRBA así como la docencia debido a la intervención de las universidades por parte del gobierno dictatorial de Argentina. Pudo volver a la universidad en 1985 como Secretaria de Investigación y Posgrados. Ocho años después la decana Carmen Córdova le otorga la Medalla de Oro de la Universidad y es nombrada Profesora Emérita de la Facultad de Arquitectura y Doctora honoris causa de la Universidad de Buenos Aires. Es autora de varios libros. En 1986 escribió Planes y códigos para Buenos Aires 1925-1985 y en 1995, La autonomía de la ciudad de Buenos Aires.
Se interesó igualmente en los asuntos relacionados con la conservación y el patrimonio.